# Klier van Virchow
De klier van Virchow is de linker supraclaviculaire lymfeklier. Ze is van specifiek belang, omdat deze in het drainagegebied van de ductus thoracicus ligt. Is deze klier pathologisch vergroot, dan moet in eerste instantie gedacht worden aan tumoren waarbij de lymfogene metastasering via de ductus thoracicus gaat (maag, pancreas, long en testis).